# Māvalli
Māvalli är en ort i Indien.   Den ligger i distriktet Uttar Kannada och delstaten Karnataka, i den sydvästra delen av landet, 1 600 km söder om huvudstaden New Delhi. Māvalli ligger 13 meter över havet och antalet invånare är 15 409.
Terrängen runt Māvalli är platt åt sydost, men åt nordost är den kuperad. Havet är nära Māvalli åt sydväst. Runt Māvalli är det tätbefolkat, med 511 invånare per kvadratkilometer. Närmaste större samhälle är Bhatkal, 14,6 km sydost om Māvalli. Omgivningarna runt Māvalli är en mosaik av jordbruksmark och naturlig växtlighet.